# Saison des tempêtes hivernales en Europe de 2019-2020
La saison des tempêtes hivernales en Europe de 2019-2020 désigne l'apparition de cyclones extratropicaux en Europe. La plupart des cyclones extratropicaux en Europe se forment entre septembre et mars.

## Noms des tempêtes
Il y a un accord formel pour donner des noms qui soient supervisés par les services météorologiques en Irlande (Met Éireann), au Royaume-Uni (Met Office), en France (Météo-France), en Espagne (AEMet), et au Portugal (IPMA). Lorsqu'une tempête affecte d'abord l'Irlande ou la Grande-Bretagne, c'est le nom choisi dans la liste de ces services météorologiques qui sera retenu et vice-versa pour celles qui affectent d'abord le continent.
En plus de ces systèmes de dénomination, l’Université libre de Berlin nomme également les anticyclones et dépressions par le biais de son programme « Adoptez un vortex ». Les pays nordiques, comme le Danemark, la Norvège et la Suède, nomment également des tempêtes avec un échange réciproque plus limité. D'autres nations peuvent également nommer des tempêtes soit par l'intermédiaire de leurs institutions météorologiques nationales, soit par le biais des populations (le noms des ex-ouragans qui affectent l'Europe est de ceux-là).

### Irlande, Royaume-Uni et Pays-Bas
| Noms pour le groupe : Irlande / Royaume-Uni / Pays-Bas ,                                                                                               | Noms pour le groupe : Irlande / Royaume-Uni / Pays-Bas , | Noms pour le groupe : Irlande / Royaume-Uni / Pays-Bas , |
| --- | -------------------------------------------------------- | -------------------------------------------------------- |
| - Atiyah (4-12 décembre) - Brendan (11-18 janvier) - Ciara (5-12 février) - Dennis (15-18 février) - Ellen (18-20 août) - Francis (24-26 août) - Gerda | - Hugh - Iris - Jan - Kitty - Liam - Maura - Noah        | - Olivia - Piet - Róisín - Samir - Tara - Vince - Willow |

### France, Espagne, Portugal et Belgique
C'est la troisième année que les agences météorologiques de France, d'Espagne et du Portugal nomment des tempêtes qui affectent leurs régions. Ce schéma de noms recoupe partiellement celui utilisé par le Royaume-Uni et l'Irlande, car les tempêtes désignées par l'autre groupe d'agences seront utilisées réciproquement.
| Noms pour le groupe : France / Espagne / Portugal / Belgique , | Noms pour le groupe : France / Espagne / Portugal / Belgique ,                                                                                 | Noms pour le groupe : France / Espagne / Portugal / Belgique ,                    |
| --- | --- | --------------------------------------------------------------------------------- |
| - Amelie (1-4 novembre) - Bernardo (9-11 novembre) - Cecilia (18-26 novembre) - Daniel (15-18 décembre) - Elsa (16-20 décembre) - Fabien (19-23 décembre) - Gloria (18-25 janvier) | - Herve (3-6 février) - Ines (13-17 février) - Jorge (27-29 février) - Karine (2 mars) - Leon (1er mars) - Myriam (3 mars) - Norberto (5 mars) | - Odette (25-27 septembre) - Prosper - Raquel - Simon - Teresa - Valentin - Wanda |

## Chronologie
- Légende :
- Tempête synoptique
- Tempête cyclonique, ou tempête post-tropicale

## Tempêtes majeures
Ci-dessous sont indiquées les tempêtes qui ont fait l'objet d'une attribution de nom, selon les critères des agences irlando-britannique (« windstorms with potential for significant land-based wind impacts » et « all severe wind events giving rise to status Orange or status Red weather warnings will be named »), ou « has the potential to cause an amber 'be prepared' or red 'take action' warning ») ou franco-hispano-portugaise (vigilance vent au moins de niveau orange).
Certaines autres tempêtes dont le nom provient d'autres sources peuvent également y figurer si elles furent significatives. Seul le nom attribué par ces entités est utilisé dans les titres. En complément, le nom attribué par d'autres entités est également mentionné.

### Ex-ouraganLorenzo
Lorenzo est devenu un ouragan de catégorie 5 au milieu de l'Atlantique tropical mais s'est affaibli à la catégorie 1 en passant sur l'ouest des Açores le 2 octobre Par la suite, il est devenu un cyclone extra-tropical puissant se dirigeant vers les îles Britanniques. Il atteignit l'Irlande tard le 3 octobre avant de rapidement faiblir sur le Royaume-Uni la nuit suivante et de se dissiper sur l'Europe centrale le 4 et 5 octobre.
Dans sa phase de tempête extratropicale, le système a donné des vents violents en Irlande et sur l'ouest du Royaume-Uni causant des bris, des pannes électriques et une onde de tempête le long de certaines côtes.

### TempêteAmélie
Amélie est une tempête de type bombe météorologique qui a frappé la France sur tout son tiers Sud-ouest de la Vendée à la Nouvelle-Aquitaine et l'Occitanie avant de se décaler vers la Provence-Alpes-Côte d'Azur et la Corse. Le 1er novembre 2019, Météo-France a attribué le nom Amelie, à la dépression venant de l'Atlantique nord, qui se dirigeait vers la façade ouest de la France. Le lendemain, Météo-France émettait des avis de vigilance qui plaçaient trois, puis huit, et enfin quinze départements en vigilance orange pour vents violents, de la Vendée aux Pyrénées-Atlantiques en passant par la Charente et la Dordogne.
Des rafales de 163 km/h ont été enregistrées au Cap Ferret, 148 km/h à Messanges, 142 km/h sur l'île de Ré, 138 km/h à Biscarrosse, 121 km/h à Bordeaux (record pour un mois de novembre), 116 km/h à Tarbes et 111 km/h à Royan selon Infoclimat et La Chaîne Météo. La pression minimale d'Amélie a été mesurée autour de 2 h 30 au moment où elle touchait terre à Quimperlé dans le Finistère à 971,8 hPa, toujours selon Infoclimat. Le 3 à midi, près de 140 000 foyers étaient toujours privés d'électricité, selon Enedis, une femme est décédée à Nice après un glissement de terrain et trois blessés légers ont été dénombrés dans les Pyrénées-Atlantiques à cause de chutes de branches d'arbres,.
Dans les Bouches-du-Rhône et dans les Alpes-Maritimes, des inondations sont causées par de fortes précipitations. Météo-France a placé les Alpes-Maritimes en vigilance orange pluie et inondations.

### TempêteBernardo
La tempête Bernardo a été nommée par l'AEMET espagnole le 9 novembre L'agence s'attendait à des vagues pouvant atteindre 6 mètres aux îles Baléares et dans plusieurs provinces espagnoles bordant le golfe de Gascogne. Elle prévoyait aussi des précipitations pouvant atteindre 2 m de neige sur les montagnes cantabriques à 1 000 m d'altitude et des pluies atteignant 50 litres par mètre carré en 12 heures dans les provinces de Cantabrie, Navarre, Pays basque et d'Asturies. L'agence météorologique régionale des Asturies a averti de possibles avalanches en raison de l'accumulation de neige. Les rafales devaient atteindre 110 km/h.
La tempête a touché les îles Baléares le 10 novembre, avec des rafales atteignant 110 km/h sur la côte nord-ouest de Majorque et une pression minimale de 996 hPa. Le 11 novembre, Bernardo a même exhibé une formation similaire à un œil de cyclone tropical, amenant plusieurs médias à l'appeler un cyclone subtropical méditerranéen (« Medicane »), ce qui ne fut pas confirmé par l'AEMET. La tempête a touché le même jour les côtes algériennes et fut ensuite absorbée par une tempête plus importante qui a affecté l'Italie. Une chute d’arbres à Majorque a provoqué le seul connu.

### TempêteCecilia
L’agence météorologique espagnole AEMET a nommé Cecilia le 21 novembre, mettant en garde contre la pluie et le vent pour la péninsule ibérique et les îles Baléares. Le 23 novembre, la tempête s'est divisée en trois dépressions distinctes. Au passage de la tempête, un navire de transport de produits chimiques s'est échoué sur la côte galicienne. Sa pression minimale fut de 974 hPa.

### TempêteAtiyah
Met Éireann a nommé Atiyah le 6 décembre, émettant des alertes orange pour vents violents pour les comtés de l’ouest et jaune pour les autres comtés. L’organisme prévoyait des vitesses moyennes de vent de 65 à 80 km/h et des rafales pouvant atteindre 130 km/h le dimanche 8 décembre en Irlande. Le 8 décembre, une alerte météo de niveau rouge a été émis pour le comté de Kerry en Irlande.
La tempête a touché l’Irlande et le Royaume-Uni le même jour, coupant l’électricité à 34 000 foyers, abattant des arbres et provoquant des perturbations dans les deux pays,,. La plus forte rafale de vent au Royaume-Uni a été enregistrée sur The Needles Old Battery (en), à 134 km/h. Le club météorologique de Kernow, basée en Cornouailles, a enregistré une rafale de vent de 154 km/h à Illogan, Cornouailles, mais une telle rafale n’a pas été enregistrée par les stations du Met Office.
Les Pays-Bas devaient être touchés par la tempête les 8 et 9 décembre, avec des rafales d’environ 90 à 100 km/h et des averses. Météo-France a enregistré la plus forte rafale confirmée, à 150 km/h. Atiyah est la tempête la plus intense de la saison avec une pression minimale au centre de 954 hPa.

### TempêteDaniel
Le 15 décembre 2019, le service espagnol AEMet a attribué le nom Daniel
(alias Xanter).

### TempêteElsa
Ne doit pas être confondu avec Ouragan Elsa ou Cyclone tropical Elsa.
Le 13 décembre 2019, un creux barométrique s'est formé dans le golfe du Mexique, et la future tempête Elsa y atteignit son pic d'intensité avec une pression minimale de 961 hPa.
Le 16 décembre, le service portugais IPMA a attribué le nom Elsa
(alias Yadid) à cette dépression.
Elle a touché la France dans la nuit du 19 au 20 décembre et a été responsable de rafales remarquables sur les départements du Massif central, de la Vallée du Rhône et de la plaine de Saône, placés en vigilance orange par Météo-France. Dans la nuit du 20 une rafale record est relevée à 151 km/h à Saint-Chamond (Loire), où le toit d'une station-service située sur l'A47 à hauteur de la commune de Saint-Romain-en-Gier a été arraché, 146 km/h à Saint-Étienne (Loire), qui constituent un nouveau record absolu, 140 km/h à Vernines (Puy-de-Dôme) 126 km/h à Colombier-le-Jeune (Ardèche), 113 km/h à Saint-Lupicin (Jura), 110 km/h à Lyon-Bron (Rhône) et 109 km/h à Arbent (Ain) entre autres. À noter aussi une rafale mesurée à Iraty (Pyrénées-Atlantiques) de 207 km/h mais cette valeur a été mesurée en altitude.

### TempêteFabien
Le 19 décembre 2019, le service français Météo-France a attribué le nom Fabien,,
(alias Ailton).
La tempête Fabien a touché le Sud-ouest de la France dans la nuit du 21 au 22 décembre et a provoqué, comme la précédente (Elsa), des rafales de vent remarquables dans les terres. Au passage d'une forte ligne de grains, Météo-France a pu enregistrer des rafales telles que 148 km/h à la pointe de Socoa (égalant les rafales du 27 décembre 1999 lors de la tempête Martin et du 24 janvier 2009 lors de la tempête Klaus), 148 km/h également au Cap Ferret, 142 km/h à Messanges (Landes), 141 km/h à Bordeaux-Mérignac (la troisième valeur de vent la plus élevée pour cette station) et 137 km/h à Biscarrosse. Il a été enregistré aussi 145 km/h à l'île de Groix, 135 km/h à Millau (Aveyron), 132 km/h à la pointe du Raz et 129 km/h à l'île de Ré.
Fait remarquable pour la saison, une tornade suivant un fort grain a frappé plusieurs communes des Pyrénées-Atlantiques dans la matinée du 22, causant chutes d'arbres, arrachements de tuiles voire de toits et de lignes électriques. Cette tornade serait de catégorie EF2.
Plus tard, du 22 décembre à 5 h jusqu'à la nuit du 23, la Côte d'Azur et la Corse sont aussi concernées par cette tempête, mais la Corse subit de plein fouet cette tempête : cela faisait longtemps (depuis 1984) que celle-ci n'avait pas connu de telle tempête : 216 km/h au cap Sagro (Haute-Corse), 205 km/h à Cagnano (Alpes-Maritimes), 196 km/h au cap Corse (Alpes-Maritimes, incertitudes sur la véritable valeur maximale car aucune donnée météorologique de 4 h à 9 h, lors du paroxysme tempétueux), 170 km/h à Bastia (Haute-Corse, nouveau record absolu), 170 km/h à l'Île-Rousse (Haute-Corse), 161 km/h à Ajaccio La Parata (Haute-Corse) 158 km/h à Sampolo (2A), 155 km/h à Alistro (Haute-Corse), 153 km/h à Conca (Corse-du-Sud) et bien d'autres valeurs très élevées encore, comme sur le relief, par exemple à Sponda (Haute-Corse), 195 km/h.
Outre ces valeurs de vent très élevées, de très importantes inondations, probablement centennales sur le flanc ouest de l'île, ont conduit à l'arrêt total de l'aéroport d'Ajaccio, qui ne sera remis en fonction que le 29 en journée et à l'isolement volontaire de la ville par sécurité le 21 à la mi-journée. Cette mesure sera levée le 22 en matinée, alors que les puissants vents se déchaînent, heureusement sans faire de victimes.
Côté continent, dans les Alpes-Maritimes, on relève jusqu'à 159 km/h à Saint-Cézaire (Alpes-Maritimes), 156 km/h à Peille (Alpes-Maritimes), 136 km/h à Opio (Alpes-Maritimes), 110 km/h à  Vidauban (Var), 109 km/h à Menton (Alpes-Maritimes). D'importants dégâts sont signalés sur place.

### TempêteBrendan
La tempête Brendan, aussi connu comme Fenja, s'est formé sur l'est du Canada et s'est intensifié en traversant l'Atlantique. Elle a frappé l'Irlande et le Royaume-Uni le 13 janvier, donnant des rafales de 80 milles par heure (129 km/h) et provoquant des coupures de courant en Irlande, des annulations de traversiers en Écosse et la fermeture d'écoles dans les Hébrides extérieures.
La tempête s'est dirigée ensuite vers la Norvège affectant une bonne partie du nord de l'Europe.

### TempêteGloria
La tempête Gloria est issue d'une dépression qui s'est formée le long de la côte est des États-Unis. Elle est devenue quasi-stationnaire en arrivant sur la péninsule Ibérique dans un flux d'est très dynamique qui est venu bloquer les pluies contre les différents massifs pyrénéens. Cela a eu pour effet de produire un épisode d'aiguat exceptionnel sur le nord de la Catalogne et sur le Roussillon. La tempête a ensuite dérivé vers le sud dans l'ouest de la Méditerranée vers le Maroc.
Les intensités furent telles que ce sont jusqu'à plus de 200 mm de pluie qui sont tombés à Cerbère et 374 mm à Serralongue en 48 heures. En plus, une neige très abondante est tombée au début de l'épisode, presque jusqu'à la plaine. Plus de 30 cm d'accumulation furent mesurés le 21 janvier au matin à 600 mètres d'altitude sur Olette notamment. Dans le secteur du pic du Canigou dans les Pyrénées-Orientales, ce sont 105 cm en deux jours qui sont tombés selon Météo-France.
En France l'Agly et l'Aude ont été en crue, entraînant l’évacuation de plus de 2 000 personnes. La tempête a privé des dizaines de milliers de foyers d’électricité. En Espagne, le 21 janvier les écoles ont fermé pour 193 000 élèves. Des vagues de 15 mètres ont été observées aux îles Baléares.
Le bilan est de 11 morts, dont 3 personnes par hypothermie à cause des chutes de neige, une personne tuée par la chute des tuiles, alors que 4 personnes disparues,.

### Onze événements tempétueux ou tempêtes en un mois

#### Quatre tempêtes successives début février

##### TempêteHerve
Le 3 février 2020, Météo-France a donné le nom Herve, à la tempête qui mit fin à la période de températures élevées à l'ouest de l'Europe. De fortes rafales de vent et des inondations ont fait deux morts en Autriche. Une autre personne est décédée en République tchèque.

##### TempêteCiara

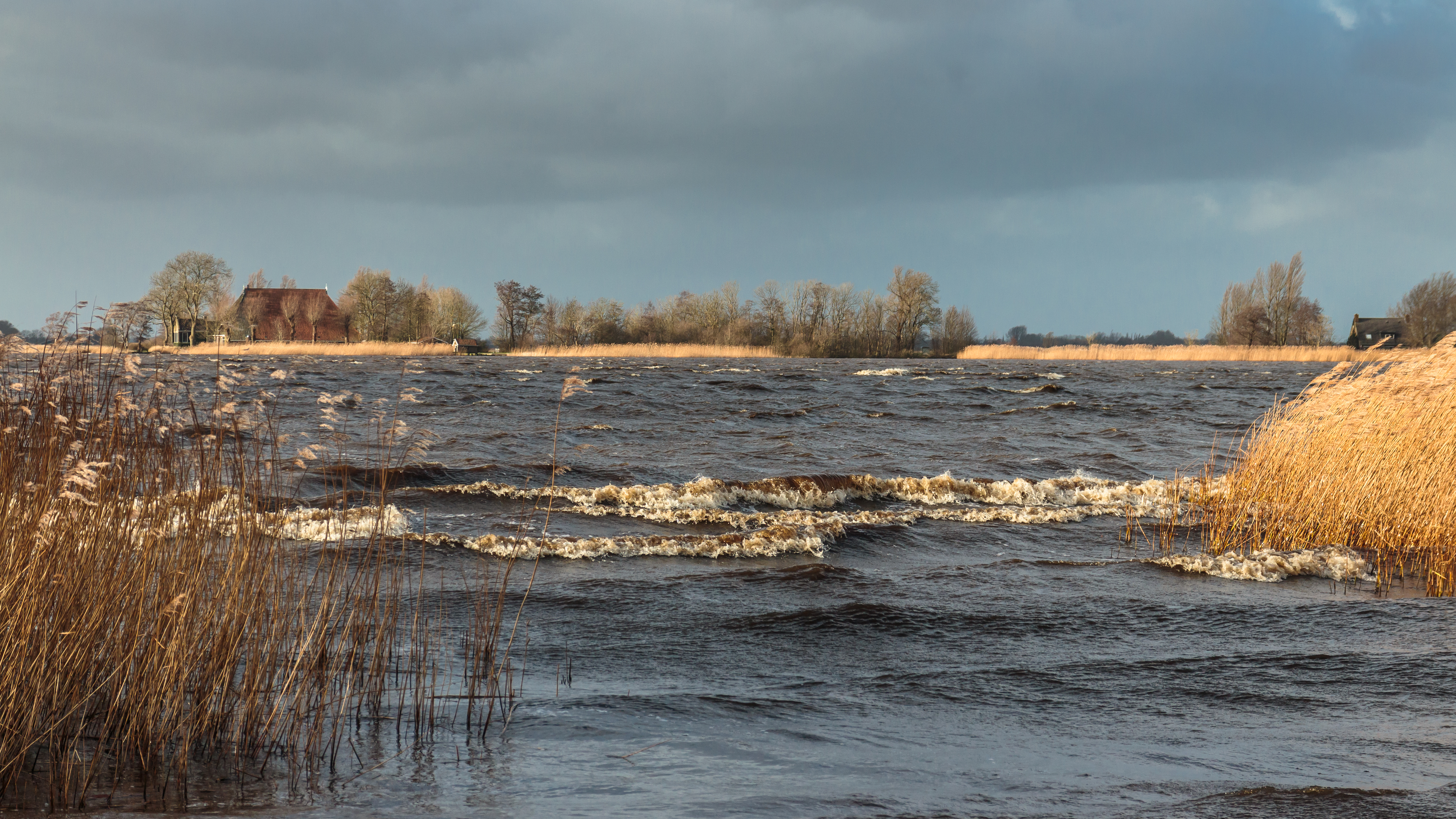
Le passage de la tempête Ciara vers Langweer en Frise pendant la saison des tempêtes hivernales en Europe de 2019-2020. Février 2020.

Le 5 février 2020, Met Office a attribué le nom Ciara, à la tempête atlantique qui a d'abord donné un blizzard sur l'Est du continent américain et devait traverser l'océan vers l'Irlande et la Grande-Bretagne le week-end du 8 au 9 février 2020 avant de se diriger vers les pays scandinaves. En Allemagne, le nom attribué est Sabine. En France, quarante-deux départements ont été placés en vigilance orange et la population a été priée d’éviter les régions boisées, le littoral et les sorties en mer.
Au Royaume-Uni, les transports aériens, ferroviaires et maritimes ont été perturbés, la tempête provoquant de fortes pluies et des rafales maximales de 150 km/h enregistrées au pays de Galles selon le Met Office. Selon Energy Networks Association (ENA), 62 000 foyers ont été privés d’électricité. À Stanmore, au nord-ouest de Londres, une grue située sur un chantier s’est pliée en deux. Grâce aux vents de la tempête, trois avions commerciaux ont battu le 9 février le record de vitesse entre New York et Londres, dont un Boeing 747 de la British Airways qui a effectué le trajet en moins de cinq heures, au lieu de 6 h 25 habituellement. Un homme a été tué dans sa voiture par un arbre sur une autoroute au sud-ouest de Londres.
En France, les rafales ont soufflé sur le nord du pays à plus de 100 km/h les 9 et 10 février. Elles ont même atteint 219 km/h au sémaphore du cap Corse
197 km/h à Cagnano, en Haute-Corse, 181 km/h à la crête du Markstein dans le massif des Vosges, 165 km/h au phare de Gatteville dans le département de la Manche et 143 km/h à Vagney dans les Vosges,,. Selon Enedis, 90 000 foyers ont perdu leur alimentation en courant électrique, principalement en Normandie, dans les Hauts-de-France et dans le Grand Est. Le trafic ferroviaire de la SNCF e été très fortement perturbé, tout comme la circulation automobile en raison des branches et autres débris au sol. Un quadragénaire s’est tué en chutant de sa trottinette dimanche 9 février après-midi à Drancy (Seine-Saint-Denis), un accident qui pourrait être lié aux rafales de vent, selon la police.
En Allemagne, dans les villes de Sarrebruck et Paderborn, trois blessés avaient été rapportés, dont un dans un état critique. Le 11 février, la Deutsche Bahn indiquait avoir en partie repris le trafic des trains grandes lignes, interrompu depuis le 9. En Suisse, les rafales ont atteint 148 km/h à basse altitude (Rünenberg) et 202 km/h en altitude (forteresse de Gütsch), ce qui en fait une tempête violente mais pas exceptionnelle, alors qu'un mort et trois blessés ont été signalés,.
Ailleurs en Europe, une femme et sa fille ont été tuées en Pologne par une toiture emportée par des rafales de près de 100 km/h, un homme de 52 ans est mort écrasé dans sa voiture par la chute d’un arbre dans le Nord-Est de la Slovénie et un plaisancier est mort en Suède après le chavirage de son embarcation dans le Sud du pays, alors qu'une personne qui l’accompagnait est portée disparue.

##### TempêteDennis
Le 11 février 2020, Met Office a attribué le nom Dennis,. La tempête, formée sur la Nouvelle-Angleterre et le sud-est du Canada, a ensuite traversé dans l'Atlantique où elle s'est jointe à une autre tempête qui s'était formée plus tôt et touchait l'Islande. Dennis présentait des caractéristiques assez exceptionnelles, à savoir le support d'un courant-jet qui a pu atteindre 430 km/h à 10 000 m d'altitude, une valeur supérieure de peu à celui ayant fait transiter Lothar et Martin en France en 1999, une pression centrale descendue jusqu'à 920 hPa, soit la deuxième dépression la plus creuse jamais observée sur le nord de l'Atlantique, et enfin des vents moyens soutenus estimés à 150 km/h pour des rafales pouvant atteindre 255 km/h localement dans la cadran sud, équivalent à la force de vents d'un ouragan de catégorie 2.
Deux personnes ont été tuées le 15 février, soit un homme a été retrouvé mort quelques heures après être tombé par-dessus bord d'un pétrolier et un adolescent est décédé après être entré en mer dans le Kent. Le 16 février, un homme a été retrouvé mort dans une rivière en crue près de Trebanos, au pays de Galles. L'armée britannique a été déployée pour les efforts de sauvetage,. Au pays de Galles, une station a rapporté 132,8 mm de pluie en 24 heures, et il est tombé jusqu'à 90,4 mm à Shap dans le nord de l'Angleterre. En montagne en Écosse, les rafales ont atteint 189 km/h à Aonach Mòr et 161 km/h à Cairnwell. Les rafales au pays de Galles culminèrent à 146 km/h à Aberdaron.
En Irlande, le navire MV Alta, abandonné en mer depuis octobre 2018, fut drossé sur des rochers à Ballycotton. Un hélicoptère de sauvetage des garde-côtes irlandais a été envoyé sur le site qui est une zone spéciale de conservation et n'a signalé personne à bord. Aucun impact environnemental immédiat ne fut signalé sur la zone.
En France, les rafales de vent du Finistère et à la frontière suisse ont dépassé le 100 km/h avec des pointes de 137 km/h à Gatteville-le-Phare, 135 km/h à Plougonvelin et 134 km/h à Rostrenen. Il est également tombé l'équivalent de 10 à 15 jours de pluie allant de 39,5 mm à Landivisiau 59,4 mm à Brennilis.
En Suède, des vents de 110 km/h et la mer déchaînée ont causé des inondations sur la côte ouest, particulièrement à Borås, Uddevalla et Älvsborg. Le pont d'Uddevalla fut fermé à la circulation, les départs des trains sur les lignes Göteborg–Borås et Stenungsund-Uddevalla et plusieurs ferries sur la côte ouest furent annulés. Des arbres ont été abattus par la tempête, détruisant des lignes électriques et laissant environ 17 000 clients dans le noir.
Au Benelux, des rafales allant jusqu'à 120 km/h furent rapportées, causant beaucoup de dégâts aux arbres et toits qui avaient dû déjà subir le passage de la tempête Ciara une semaine auparavant. Une jeune femme a succombé à ses blessures occasionnées lors d’un accident de voiture à Neerkant, aux Pays-Bas, alors que la voiture a percuté un arbre sous l'effet des vents.

##### TempêteInes
Le 12 février 2020, Météo-France a attribué le nom Ines, à la dépression atlantique devant circuler des Îles Britanniques vers l'Allemagne. 

#### Sept événements tempétueux et tempêtes en huit jours, fin février - début mars

##### Épisode tempétueux en Corse
Le 26 février, des rafales à plus de 100 km/h ont été observées par Météo-France, notablement : 205 à Cagnano, 168 à Conca, 136 à Bastia (aéroport de Bastia-Poretta).

##### TempêteBianca
Le nom Bianca est issu des listes de noms de l'université libre de Berlin (ULB).
Ce nom a été attribué par l'ULB, le 25 février 2020, à la dépression située à l'est de Terre-Neuve et au sud du Groenland, et qui devait se trouver au sud de l'Islande, au large des îles britanniques, le 26 février.
Cette tempête n'a été nommée ni par le groupe occidental (Irlande • Royaume Uni • Pays-Bas), ni par le groupe du sud-ouest de l'Europe (Portugal • Espagne • France • Belgique), des agences météorologiques nationales. Cependant, cette tempête a entraîné de fort vents dans le nord-est de la France et en Allemagne du sud, ainsi qu'en Suisse et en Autriche. Des dégâts ont également été rapportés[à définir].
Le 27 février, des rafales à plus de 100 km/h ont été observées par Météo-France, notablement : 116 à Paris, 116 à Mulhouse (aéroport de Bâle-Mulhouse), 109 à Strasbourg, 108 à Nancy (base aérienne 133 Nancy-Ochey),. Puis, dans la soirée et dans la nuit, les vitesses mesurées en km/h, ont été : 182 à Cagnano, 159 au sémaphore de Cap Sagro – Capu Sacru – (au sud de la marine de Sisco, sur la côte est du Cap Corse), 147 à l'Île-Rousse,.
Météo-France rapporte également les vents forts relevés dans le sud de l'Allemagne, notamment : 107 km/h à Munich, jusqu'à 165 km/h au Feldberg (le sommet de la Forêt-Noire, à près de 1 500 m d'altitude).

##### TempêteJorge
Le 27 février 2020, l'agence météorologique espagnole AEMet a attribué le nom Jorge,, à la dépression atlantique dont le front froid associé était prévu pour atteindre la péninsule Ibérique le 28 février.
Le 29 février, des rafales à plus de 100 km/h ont été observées par Météo-France, notablement : 126 à Valenciennes, 110 à Pontoise, 110 à Lille, 107 à Strasbourg.

##### TempêteKarine
Le 29 février 2020, l'agence météorologique espagnole AEMet a attribué le nom Karine.
Le  2 mars, des rafales à plus de 100 km/h ont été observées par Météo-France, notablement : 143 à Perpignan, 131 à Clarac (31), 119 à Tarbes, 114 à Pau.

##### TempêteLeon
Le 1er mars 2020, l'agence météorologique française Météo-France a attribué le nom Leon.
Le 1er mars, des rafales à plus de 100 km/h ont été observées par Météo-France, notablement : 117 à Mulhouse (aéroport de Bâle-Mulhouse), 113 à Lons-le-Saunier, 104 à Châteauroux.

##### TempêteMyriam
Le 3 mars 2020, l'agence météorologique française Météo-France a attribué le nom Myriam, à la dépression arrivant sur le golfe de Gascogne. Deux records mensuels de vent sont battus à Pau et Tarbes avec 127 km/h. A Tarbes, il s'agit de la deuxième plus forte rafale après celle de la tempête de 1999 et ses 137 km/h, battant les 117 km/h de Klaus.

##### TempêteNorberto
Le 5 mars 2020, l'agence météorologique française Météo-France a attribué le nom Norberto, à la dépression arrivant au nord de la Bretagne.

#### TempêteEllen
La tempête Ellen a été nommée par le Met Éireann le 18 août 2020.
Le 18 août, Met Éireann a émis un avertissement de vent de statut orange pour les comtés de Galway, Mayo, Clare, Cork, Kerry, Limerick et Waterford du mercredi 19 août au jeudi 20 août 2020, prévoyant des rafales comprises entre 110 km/h et 130 km/h. Le 19 août, un avertissement de vent de statut rouge pour Cork a été émis, valable à partir de mercredi 19 août à minuit. Le 20 août, Ellen a absorbé les restes de la tempête tropicale Kyle.
Plus de 194 000 foyers et entreprises ont été privés d'électricité alors que la tempête a frappé le pays avec de violentes rafales pouvant atteindre 143 km/h, qui ont entraîné la chute d'arbres et des inondations pendant la nuit. Le 20 août, Met Éireann a émis un avertissement de vent jaune d'état pour les comtés de Dublin, Louth, Wexford, Wicklow, Meath, Cork, Kerry et Waterford, prévoyant des vents très forts et un risque continu d'inondations côtières.

#### TempêteFrancis

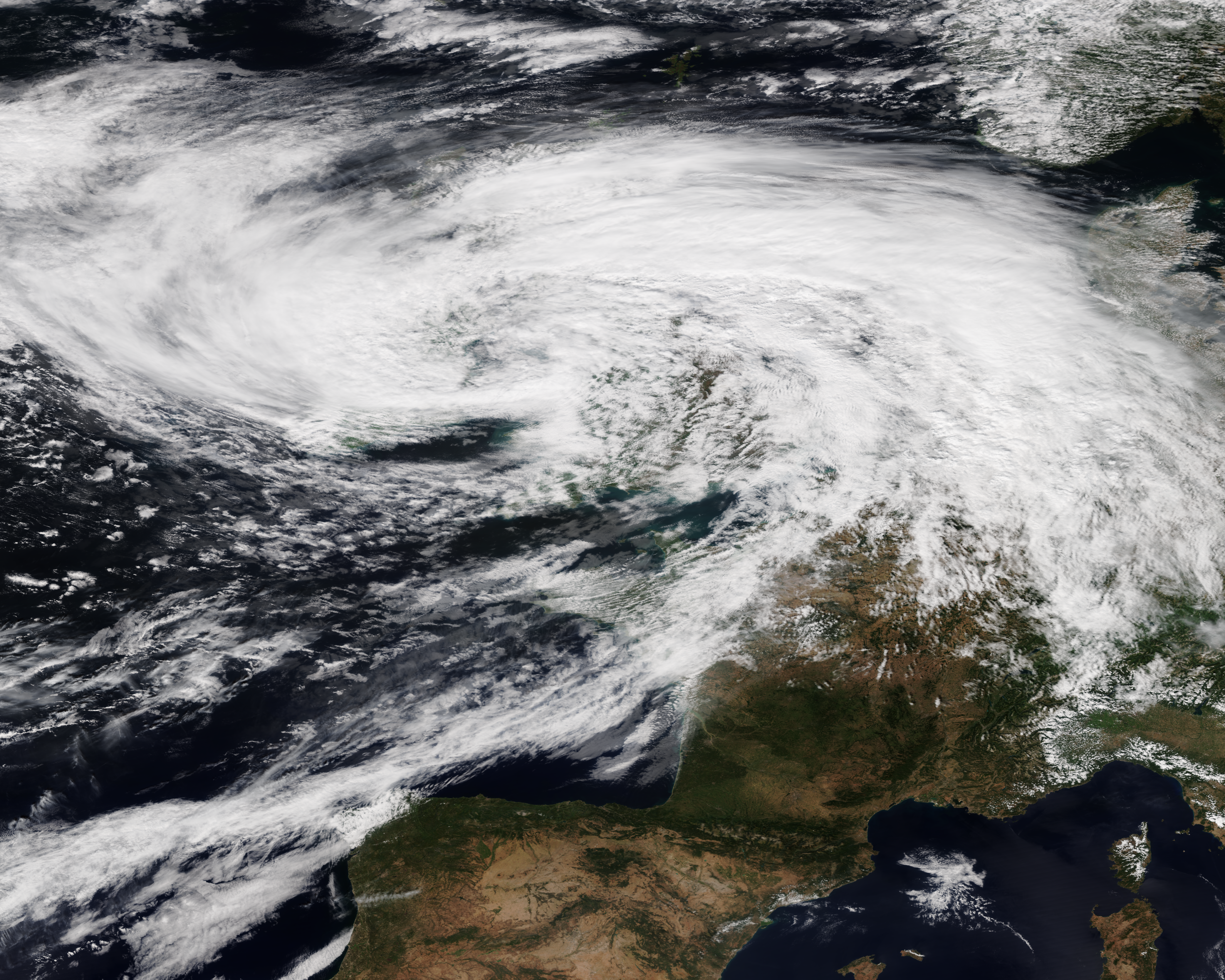
Francis le 25 août.

La tempête Francis a été nommé par le Met Office britannique le 24 août. Il devrait toucher terre au large de la côte ouest de l'Irlande le 25 août, avec des vents, des pluies et des impacts très violents dans la majeure partie du pays, en particulier dans l'ouest du Royaume-Uni. 2 avertissements météorologiques jaunes pour Vent et Pluie ont été émis par le Met Office pour les impacts de la tempête les 25 et 26 août.
Met Éireann a émis le statut Orange - Avertissement de pluie pour Connacht, Cavan, Monaghan, Donegal, Wexford, Cork, Kerry et Waterford. Cet avertissement a été émis le 24 août 2020 11:00 et valable entre le 24 août 2020 21:00 et le 25 août 2020 17:00. Statut Jaune - Un avertissement de pluie a été mis en place pour tous les comtés restants, y compris les comtés d'Irlande du Nord. Les comtés de l'Est ont également reçu un avertissement de statut jaune - vent.

#### TempêteOdette

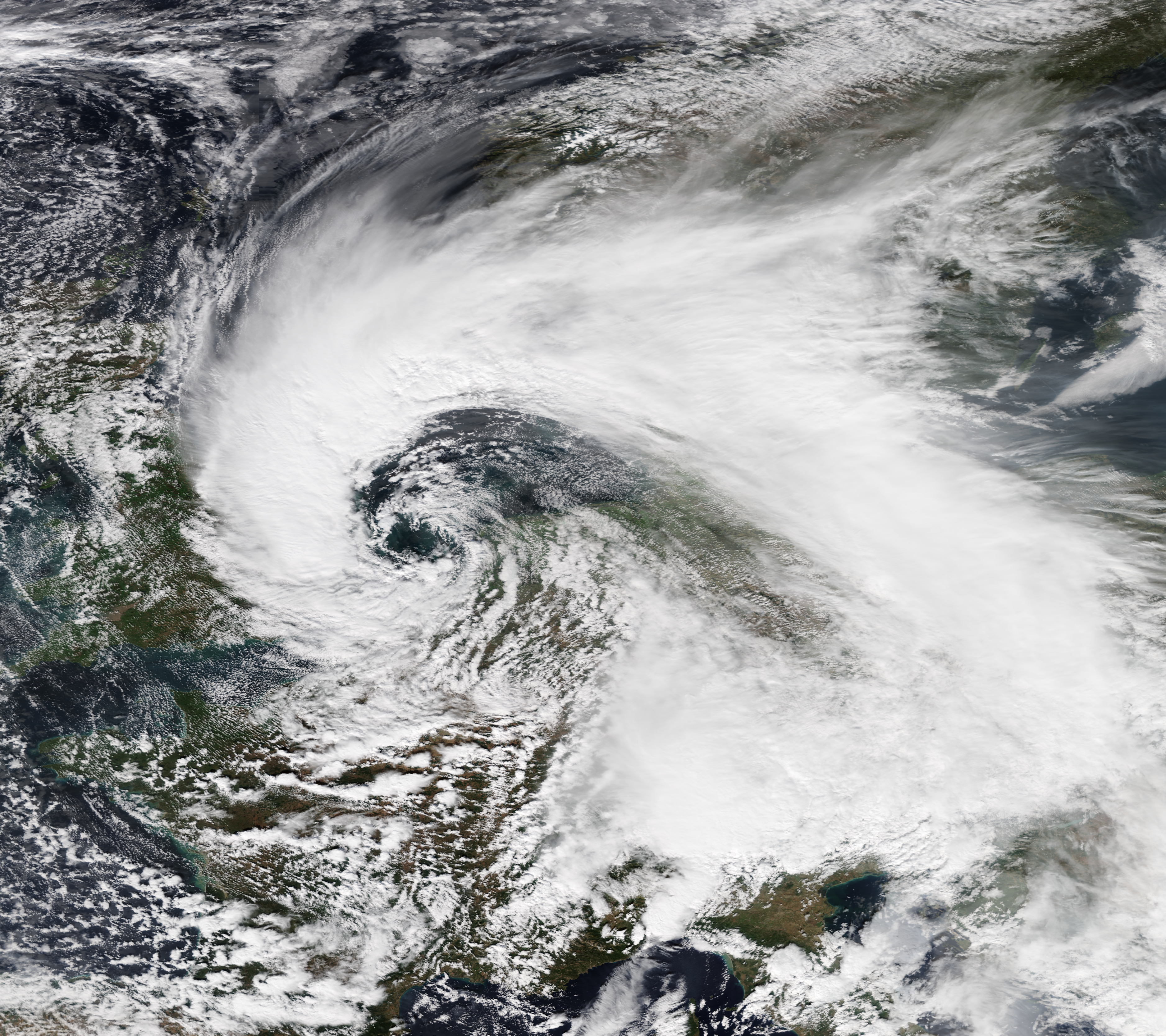
Odette le 25 septembre.

Le 24 septembre 2020, IRM, le service météorologique belge, a attribué le nom Odette (alias Wicca) à la tempête qui atteignait alors les îles Britanniques. Cette tempête n'avait alors pas atteint les critères nécessaires pour que Met Éireann ou Met Office la baptisent.